# Ирга канадская
Ирга канадская (лат. Amelanchier canadensis) — вид рода Ирга подсемейства Яблоневые (Maloideae) семейства Розовые (Rosaceae).

## Описание
Листопадный кустарник или небольшое дерево 0,5—8 м высотой.
Листья простые, яйцевидные или продолговато-яйцевидные, 1—5,5 см длиной и 1,8—2,8 см шириной, с округлым или суженным основанием, снизу ворсистые, с зубчатым краем. Черешки листьев 8—15 мм длиной.
Цветки, собранные в кистевидные соцветия, появляются ранней весной, в каждом соцветии по 4—10 цветков. Лепестки в числе 5, 7,6—11 мм длиной и 2—4 мм шириной, белого цвета. Тычинок 20.
Плод — ягода 7—10 мм в диаметре, при созревании становится тёмно-фиолетовой.